# Душан Муних
Душан Муних – Дарко (Волче при Толмину, 31. октобар 1924 — Боршт, код Трста, 10. јануар 1945), учесник Народноослободилачке борбе и народни херој Југославије.

## Биографија
Рођен је 1924. године у Волчу при Толмину. Пред избијање Другог светског рата у Југославији, похађао је реалну гимназију. Крајем 1942. године, јачањем Народноослободилачког покрета у Приморској, Душан је отишао у партизане.
Био је секретар Толминске чете, а по формирању Треће словеначке бригаде, командир минерске чете. Маја 1943, укључио се у Службу обавештавања и безбедности и учествовао у њеном организовању у Приморској. Новембра 1943, У трсту је током немачке офанзиве организовао заштитне групе. Крајем 1944, поновно се вратио у Трст да би руководио ударним групама Војске државне безбедности.
Погинуо је 10. јануара 1945. године у нападу италијанских агената на бункер у селу Боршт код Трста.
Указом Президијума Народне скупштине Федеративне Народне Републике Југославије, 20. децембра 1951. године, проглашен је за народног хероја.